# 中道主義党
中道主義党（タイ語：พรรคมัชฌิมาธิปไตย、英字表記：Phak Matchima Thippathai）はタイの保守政党。日本語では 中道民主党 と訳されることもある。党名にある 中道 は政治的な主義主張としての中道ではなく、仏教上の中道を指すという。
2006年にタイ愛国党を離党したソムサック・テプスティンらによって創設。ソムサックが愛国党の結社禁止に伴い政治活動を禁止されると、タイ石油化学工業（TPI）の創設者であるプラチャイ・レオパイラッタナが党首となった。このため TPI党 と呼ばれたりもした。だが2007年12月の総選挙では7議席の獲得に終わり、プラチャイは党首を辞任した。2008年12月2日、先の総選挙において党ぐるみの選挙違反があったとして人民の力党・国民党とともに解党を命じる判決が憲法裁判所で出された。党メンバーの多くは新しく創設されたタイ誇り党に移籍した。